# Michele Reina
Michele Reina (Palermo, 15 agosto 1930 – Palermo, 9 marzo 1979) è stato un politico italiano assassinato da Cosa nostra, nonché consigliere comunale e segretario provinciale della Democrazia Cristiana a Palermo.

## Biografia
Di estrazione del ceto medio, figlio di un direttore del Banco di Sicilia e di una casalinga, frequentò il liceo classico Garibaldi di Palermo e si laureò in giurisprudenza. A sua volta entrò nel Banco di Sicilia e divenne un funzionario pubblico. Dal suo matrimonio nacquero tre figlie.

## Carriera politica
Nel 1961 fu eletto nella lista DC nel primo Consiglio provinciale di Palermo eletto dal popolo. Il 4 dicembre 1961 fu il primo presidente di quella giunta, un bicolore Dc-Psdi, e quindi fu capogruppo del suo partito a Palazzo Comitini. Nel 1970 fu eletto al consiglio comunale di Palermo e nel 1972 divenne assessore ai tributi nella giunta Marchello. All'interno della DC lasciò intanto la corrente fanfaniana per avvicinarsi a Salvo Lima, ovvero alla corrente andreottiana. Nel 1975 fu confermato a Palazzo delle Aquile.
Fu eletto dal 1976 segretario provinciale di Palermo della Democrazia Cristiana. Dopo la sua elezione, contribuì insieme a Rosario Nicoletti (allora segretario regionale della D.C.), alla formazione della giunta Scoma, che rappresentava il primo momento di attuazione della politica di apertura al P.C.I. Era anche consigliere comunale di Palermo, quando venne ucciso la sera del 9 marzo 1979 da killer mafiosi. Fu il primo politico di rilievo ucciso da Cosa nostra dai lontani tempi di Emanuele Notarbartolo, ex sindaco di Palermo ed ex direttore generale del Banco di Sicilia, nel 1893.

## L'omicidio
La sera del 9 marzo 1979 Reina salì sulla sua Alfetta 2000 con la moglie Marina Pipitone, di 35 anni, e una coppia di amici, Mario Leto (ex direttore amministrativo della più grande casa vinicola siciliana, la Corvo), 43 anni e amico d'infanzia, e la moglie, quando all'improvviso da una Fiat Ritmo grigia che affianca l'Alfetta di Reina scesero due giovani a volto scoperto che spararono con una calibro 38 a distanza uccidendo Reina sul colpo, colpendolo al collo, alla testa e al torace. Mario Leto, ferito a una gamba, estrae la pistola che portava con sé per poi lanciarsi in strada sparando contro i sicari.
Lo Stato ha onorato il sacrificio di Reina come vittima di mafia, con il riconoscimento concesso a favore dei suoi familiari, costituitisi parte civile nel processo, dal Comitato di solidarietà per le vittime dei reati di tipo mafioso di cui alla legge n. 512/99.

### Le indagini e le dichiarazioni dei "pentiti"
Le investigazioni proseguirono per lungo tempo, ma non portarono a grosse novità, fino a quando il 16 luglio 1984, davanti al giudice Giovanni Falcone e al dirigente della Criminalpol Gianni De Gennaro, Tommaso Buscetta dichiarò che «anche l'onorevole Reina è stato ucciso su mandato di (Salvatore) Riina», aggiungendo che «le vicende sono molto complesse e che diversi sono i responsabili di tali assassinii» con riferimento anche all'omicidio del Presidente della Regione Siciliana Piersanti Mattarella; nel successivo interrogatorio del 25 luglio, Buscetta affermò che si trattava sicuramente di un delitto ordinato dalla "Commissione" o "Cupola" di Cosa Nostra, di cui però non vennero informati Stefano Bontate, Salvatore Inzerillo e Rosario Riccobono, acerrimi nemici dei Corleonesi.
L'inchiesta sul delitto Reina doveva confluire nel procedimento penale "Abbate Giovanni + 706" (il cosiddetto "maxiprocesso di Palermo" derivato dalle dichiarazioni di Buscetta) ma venne stralciata per consentire un approfondimento istruttorio.
Nel luglio 1989 Marina Pipitone (vedova di Reina e testimone oculare dell'omicidio) si presentò dal giudice Falcone, affermando di riscontrare una fortissima somiglianza tra l'assassino di suo marito e la fotografia del terrorista nero Valerio Fioravanti pubblicata sui giornali; successivamente, nel corso di un confronto dal vivo, la Pipitone dichiarò: «Riconosco Fioravanti come killer al novanta per cento». Fioravanti venne tuttavia prosciolto da ogni accusa perché nei giorni del delitto si trovava a Roma per compiere una rapina.
Ulteriori dichiarazioni vennero fatte poi da Francesco Marino Mannoia nel corso dell'interrogatorio del 19 gennaio 1990 sempre dinanzi al giudice Falcone: «Essendo il Reina politicamente molto vicino all'on. Mattarella, la causale del suo omicidio non può che essere la stessa, trattandosi in ogni caso di indubbio omicidio di matrice mafiosa, connesso all'attività politica del Reina», aggiungendo che si trattava di un omicidio «con indubbie caratteristiche politiche» e che quindi non intendeva parlare dei rapporti politici di Cosa Nostra perché, a suo parere, lo Stato non era pronto per rivelazioni di quella portata.

### Il processo sui "delitti politici"
Nel 1990 le indagini sui "delitti politici" siciliani (oltre a quello di Reina, gli omicidi del Presidente della Regione Piersanti Mattarella, di Pio La Torre e del suo autista Rosario Di Salvo), fino ad allora separate, vennero unificate in un'unica istruttoria che venne affidata al giudice istruttore Gioacchino Natoli, con la motivazione che i tre omicidi erano da inquadrare in un'unica strategia mafiosa della "Cupola": la conclusione delle indagini portò la Procura di Palermo a quella corposa requisitoria di 1 690 pagine che, depositata il 9 marzo 1991, costituì l'ultimo atto investigativo di Giovanni Falcone, il quale la firmò nonostante non fosse totalmente convinto poiché, a suo parere, l'inchiesta non scavò in profondità le reali motivazioni dei delitti.
Nel giugno 1991 il giudice Natoli rinviò a giudizio per il delitto Reina i membri della "Cupola" di Cosa Nostra (Michele Greco, Salvatore Riina, Bernardo Provenzano, Giuseppe Calò, Rosario Riccobono, Giuseppe Greco detto "Scarpuzzedda", Bernardo Brusca, Francesco Madonia, Antonino Geraci) sulla base del cosiddetto "teorema Buscetta" (secondo cui gli omicidi di un certo rilievo non potevano avvenire senza l'assenso del vertice mafioso).
Il processo di primo grado per i "delitti politici" Mattarella-Reina-La Torre si aprì il 12 aprile 1992 nell'Aula bunker del carcere dell'Ucciardone, di fronte alla I Sezione Penale del Tribunale di Palermo, presieduta dal dott. Gioacchino Agnello con giudice a latere la dott.ssa Silvana Saguto; la vedova, Marina Pipitone, rifiutò di costituirsi parte civile nel processo in segno di protesta nei confronti dell'inchiesta ritenuta troppo riduttiva. Il dibattimento si concluse nell'aprile 1995 con la condanna all'ergastolo dei membri della "Cupola" di Cosa Nostra come mandanti dell'omicidio Reina: i boss Salvatore Riina, Michele Greco, Bernardo Brusca, Bernardo Provenzano, Giuseppe Calò, Francesco Madonia e Nenè Geraci.
Nelle motivazioni della sentenza, i giudici ritennero non provato un movente “politico” dell’omicidio (ossia legato alle posizioni di apertura ad una collaborazione con il PCI portate avanti dal Reina) ma piuttosto ricollegarono il delitto al fatto che l'uomo politico si era messo contro una cordata di imprenditori edili legati a Vito Ciancimino (e quindi ai Corleonesi), come affermato dal collaboratore di giustizia Gaspare Mutolo. La sentenza venne poi confermata in Appello e in Cassazione, divenendo definitiva.